# Horrenbach (Urft)
Der Horrenbach ist ein linker Zufluss der Urft bei Gemünd, einem Ortsteil der Gemeinde Schleiden im nordrhein-westfälischen Kreis Euskirchen.

## Geographie

### Verlauf
Der Horrenbach entspringt im Naturschutzgebiet Horrenbachtal nordöstlich Herhahn, welches südwestlich des Ortsteils Gemünd liegt. In diesem Bereich durchfließt er ein naturnahes Bachtal, das sich im Oberlauf durch extensiv bewirtschaftetes, teilweise aber auch brachgefallenes Feucht- und Magergrünland auszeichnet. Von dort verläuft er in nordöstlicher Richtung nach Malsbenden, wo er die Schöttgasse unterquert. Im Unterlauf durchläuft er ein Weiden- und Erlenufergehölz sowie zwei Fischteiche. Nördlich der Schöttgasse verläuft der Bach in nördlicher Richtung. Westlich ist eine Kläranlage des Wasserverbandes Eifel-Rur. Der Bach unterquert die Bruchstraße und entwässert schließlich in die Urft.

### Einzugsgebiet
Das gut 1 km² große Einzugsgebiet liegt in der Nordeifel und wird über Urft, Rur, Maas und Hollands Diep zur Nordsee entwässert.
Es grenzt
- im Osten an das des Urftzuflusses Braubach
- und im Westen an das des Laßbachs, ebenfalls ein Urftzufluss.

Der südliche Rand des Einzugsgebietes wird von landwirtschaftlich genutzten Flächen geprägt und im Quellbereich liegt extensiv bewirtschaftetes, teilweise auch brachgefallenes und artenreiches Grünland. Die Mitte ist zum größten Teil bewaldet mit kleinflächigen Laubholz in den oberen Hangbereichen durchmischt mit größeren Fichtenbeständen. Am Unterlauf liegt am westlichen Talhang ein größerer Traubeneichenwald und im östlichen Mündungsbereich dominieren Feuchtwiesen.
Das Einzugsgebiet wird von Ton- und Schluffsteinen, Sandsteinen und Quarziten aus dem Unterdevon geprägt. Darüber hat sich tonig-schluffige Braunerde mit nur geringer nutzbarer Feldkapazität abgelagert und in der direkten Bachmulde und im Mündungsbereich dominieren Gleyeböden mit sehr hoher und nutzbarer Feldkapazität.

### Zuflüsse
- Seelbach (rechts), 1,1 km